# 基督科学箴言报
《基督科学箴言报》（英語：The Christian Science Monitor）是美国的一份非营利性报刊，纸质本刊物为每周发行一份，但是每天都有电子版文章推送。该报由基督科学教会创始人玛丽·贝克·埃迪于1908年创立，总部位于波士顿。2011年，该报纸的印刷品发行量为75052份。
从官方网站得知，创始人埃迪定下的办报方针是“不伤害任何人，帮助所有人”。其目的是“拥抱人类大家庭，让人们相信世界上的问题会推动我们找到解决方案。”《基督教科学箴言报》获得了7项普利策奖和十几项海外记者俱乐部奖。
《基督教科学箴言报》为中华人民共和国研究生招生考试英语科目阅读理解文章的主要题源之一，但该报刊官网自2019年起被防火长城封锁。

## 报道
尽管名字叫《箴言报》，但这不是一份以宗教为主题的报纸，也不宣传其赞助教会的教义。然而在其创始人艾迪的要求下，每一期《箴言报》的末尾都会有一篇宗教文章。
该报以避免哗众取宠而闻名，创造了一种“独特的非歇斯底里式新闻”。1997年，批评美国中东政策的《华盛顿中东事务报告》赞扬《箴言报》对伊斯兰世界和中东的客观翔实报道。

## 报纸
《基督科学箴言报》的新闻、评论、社论大多短小精悍，涉及内容和体裁广泛，但是基本以新闻为主。《基督科学箴言报》曾7次获得普利策新闻奖，最近一次是在2002年。

## 网络时代的转型
自2009年4月起《基督科学箴言报》实行转型，停止日报的印刷而改为周报发行，但仍然以网站和电子邮件的方式为读者提供每日新闻。

## 外部連結
- Christian Science Monitorofficial website
  - （页面存档备份，存于）
- Christian Science Church puts Monitor Radio up for sale, April 28, 1997
- Monitor Radio goes dark at end of this week, June 23, 1997
- Christian Science Monitor Going Mostly Online: PJNet.org video interview with editor John Yemma （页面存档备份，存于）, November 17, 2008